# 誓師大會

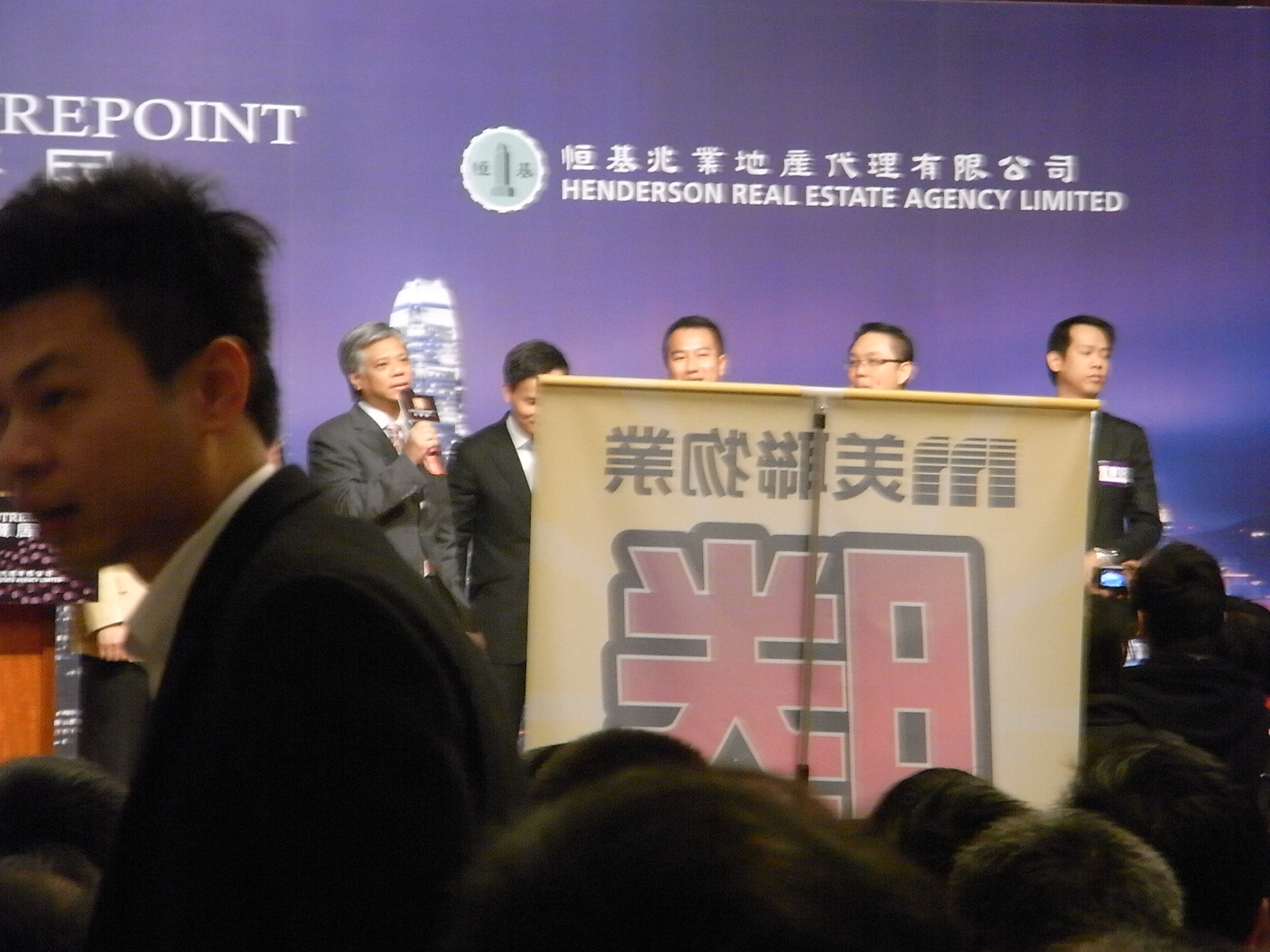
一場地產代理誓師大會

誓師大會，是社會團體的一種聚會，有些有政治目的，為建立團隊精神士氣，有如雄獅出征，在會上立誓必勝，並接受支持者的祝福及長官等重要人物的站台支持。
誓師大會又名造勢大會，兩者皆可以稱為「誓師會」、「造勢會」。
誓師大會也如一場示威、遊行等，策劃如項目管理，必要有目標、有人力資源、有財政預算、有民心才可行。
中国大陆的许多中学在临近普通高等学校招生全国统一考试时，会为参加考试的学生举行一次“高考誓师大会”，以增强考生的斗志和信心。

## 相關
- 政黨
- 政綱
- 選舉
- 競賽

## 外部參考
- 地產代理誓師大會
- 為考試的「誓師會」還是不搞為妙 （页面存档备份，存于）